# Def Leppard (Album)
Def Leppard ist der Titel des 2015 veröffentlichten elften Studioalbums der gleichnamigen britischen Hard-Rock-Band.

## Hintergrund
Def Leppard hatten 2008 das Album Songs from the Sparkle Lounge veröffentlicht und auf der anschließenden Tournee rund vierhundert Konzerte absolviert. Zu diesen gehörte vom 22. März bis zum 13. April 2013 auch ein elf Auftritte im Hard Rock Hotel and Casino umfassender Aufenthalt in Las Vegas, bei der die Gruppe alle elf Lieder ihres kommerziell erfolgreichsten Albums, Hysteria, vor Publikum spielte. Die Band dokumentierte diese Konzertreihe mit dem im Oktober 2013 veröffentlichten Livealbum Viva! Hysteria.
Anfang des Jahres 2013 hatten sich die Musiker der Gruppe im Tonstudio ihres Sängers Joe Elliott in Dublin getroffen, um zwei oder drei Lieder für eine Veröffentlichung auf einer EP zu schreiben. Stattdessen entstanden jedoch zwölf neue Lieder, sodass die Gruppe auch ein Album hätte veröffentlichen können. Sie besaß zu diesem Zeitpunkt erstmals seit 35 Jahren keinen Plattenvertrag mehr. Daher finanzierte die Gruppe die Produktion des Albums komplett aus eigener Tasche. Nach vielen Jahren kehrte die Gruppe dabei zu einer Arbeitsweise zurück, die für sie mittlerweile ungewohnt war: Während bei den meisten der früheren Alben die jeweiligen Lieder auf der Grundlage von im Vorfeld konkret ausgearbeiteter Song-Demos aufgenommen und durchgestylt worden und die jeweiligen Tonspuren dabei einzeln aufgenommen worden waren, arbeitete nun die gesamte Band gemeinsam im Studio an den Liedern und entwickelte sie in einer Live-Situation.
Dabei hielt die Gruppe jedoch auch an einer Herangehensweise fest, die sie schon 1982 von ihrem damaligen Produzenten Robert John Lange erlernt hatte: Die Lieder wurden regelrecht konzeptioniert. Sänger Joe Elliott beschrieb das so:

„Im Ergebnis werden sich solche [herkömmlich aufgenommenen] Alben von opulenten Produktionen wie der von Wish You Were Here und The Dark Side of the Moon oder eben auch Hysteria aber grundlegend unterscheiden, bei den der Denk- und Konzeptionsprozess wichtiger war, als die eigentlichen Aufnahmen.“

So wurde beispielsweise sehr lange an Man Enough gearbeitet, weil die Band „etwas extrem Dynamisches“ erschaffen wollte. Andere Titel entstanden aber dennoch in relativ kurzer Zeit, so zum Beispiel All Time High oder Invincible, die die Band „binnen zwei Stunden geschrieben“ habe.
Zusätzliche Aufnahmen entstanden in Phil Collens Studio Phil’s Sweat Shop. Das fertige Album enthielt dabei einige Songs, die ihre Inspiration aus anderen Titeln von Def Leppard, aber auch von bekannten Liedern anderer Künstler hergeleitet hatten. Einflüsse stammten von David Bowies Cracked Actor vom Album Aladdin Sane oder London Calling von The Clash (Forever Young), Queens Another One Bites the Dust (Man Enough), und das Schlagzeugspiel von Rick Allen nahm beim Titel We Belong Anleihen bei U2s With or Without You. Joe Elliott nahm darauf unmittelbaren Bezug und sagte:

„Wenn wir an Musik arbeiten, benutzen wir intern gerne anderen Bands als Referenz. […] Ich werde den Teufel tun und behaupten, dass das alles rein zufällig passiert ist und ich diese Songs gar nicht kenne.“

We Belong ist darüber hinaus ein Titel, bei dem erstmals alle Mitglieder der Band den Gesang beisteuern; jeder Musiker singt eine Strophe des Liedes.
Def Leppard wurde am 30. Oktober 2015 auf CD und Schallplatte veröffentlicht und über Online-Musikdienste angeboten.

## Singles
Als Singles wurden die Lieder Let’s Go, Man Enough und We Belong ausgekoppelt, zu allen drei Titeln wurden Musikvideos veröffentlicht.

## Titelliste
| Nr.          | Titel                 | Autor(en)                                | Gastmusiker                         | Länge |
| ------------ | --------------------- | ---------------------------------------- | ----------------------------------- | ----- |
| 1.           | Let’s Go              | Rock Savage, Joe Elliott                 |                                     | 5:02  |
| 2.           | Dangerous             | Phil Collen, Elliott                     |                                     | 3:27  |
| 3.           | Man Enough            | Collen, Elliott                          |                                     | 3:54  |
| 4.           | We Belong             | Elliott                                  |                                     | 5:07  |
| 5.           | Invincible            | Rick Allen, Elliott                      |                                     | 3:47  |
| 6.           | Sea Of Love           | Collen                                   | Backing Vocal: Debbi Blackwell-Cook | 4:04  |
| 7.           | Energized             | Collen                                   |                                     | 3:23  |
| 8.           | All Time High         | Elliott                                  |                                     | 4:19  |
| 9.           | Battle Of My Own      | Savage, Elliott                          |                                     | 2:42  |
| 10.          | Broke‘N’Brokenhearted | Collen, Elliott                          |                                     | 3:17  |
| 11.          | Forever Young         | Collen, Elliott                          |                                     | 2:22  |
| 12.          | Last Dance            | Savage                                   | Bouzouki: Ronan McHugh              | 3:09  |
| 13.          | Wings Of An Angel     | Collen, Vivian Campbell, Savage, Elliott |                                     | 4:32  |
| 14.          | Blind Faith           | Collen, Campbell, Savage, Elliott        | Mellotron: McHugh                   | 5:36  |
| Gesamtlänge: | Gesamtlänge:          | Gesamtlänge:                             | Gesamtlänge:                        | 54:27 |

## Rezeption
Jens Peters fragte in Rock Hard, ob man das neue Album einer Band wie Def Leppard, die „während der kompletten achtziger und in den frühen neunziger Jahren musikalisch quasi unangreifbar“ gewesen sei, „nur so’n bisschen besser als mittelmäßig“ finden dürfe. Denn die Briten hätten „im Rahmen von einigen absolut großartigen Europa-Shows“ gezeigt, dass sie „noch lange nicht zum alten Eisen“ gehörten. Eine Platte jedoch „in Sound und Songwriting so dermaßen an den Mainstream anzubiedern“, sei nicht nur enttäuschend, sondern „Verrat am eigenen Lebenswerk“. Auf Def Leppard „herrsche eine Beliebigkeit“ vor, die der Rezensent der Gruppe „nie im Leben zugetraut“ hätte. Das Einzige, was das Album „vor dem Bewertungsabsturz“ bewahre, sei die Tatsache, dass sich „auf der zweiten Hälfte der Scheibe immerhin noch ein paar brauchbare Songs“ versteckten. Von „einer lebenden Legende“, die im Laufe ihres Bestehens „für unsterbliche Klassikeralben“ wie Pyromania, Hysteria, Adrenalize und High’n’Dry verantwortlich gezeichnet habe, dürfe man „freilich mehr“ erwarten. Peters vergab sieben von zehn möglichen Punkten.
Anders dagegen Rocks, das fünf von möglichen sechs Punkten verlieh. Alexander Kolbe schrieb, der Band sei „tatsächlich nochmal ein großer Wurf gelungen – genau genommen ihr mit Abstand größter seit Adrenalize (1992).“ Dermaßen „mitreißende Hymnen“ wie All Time High, Forever Young, Dangerous oder Wings of an Angel habe die Band „zuletzt nicht mal auf Euphoria im Programm“ gehabt. Die Gruppe biete sogar noch mehr, zum Beispiel „das als zeppelineske Akustiknummer“ beginnende Battle of My Own oder „die Pop-Gourmethappen“ Energized und Invincible. Auch „eine Queen-Huldigung“ habe die Gruppe mit dem „auf einem markanten Bass-Groove errichteten“ Man Enough im Programm, das sich „besonders in seinen Strophen ungeniert“ an Another One Bites the Dust anlehne, bevor es „in einen von dicken Riffs unterlegten Leppard-Refrain“ münde. Trotz der stilistischen Vielfalt könne, anders als auf ihren letzten Platten, „kein Song die Identität seiner Urheber leugnen.“ Dies gelte „am Allerwenigsten“ für Lets Go, das sich „dreist beim Hysteria-Hit Pour Some Sugar on Me“ bediene, aber „dennoch oder vielleicht gerade deshalb mächtig Laune“ mache. Dies lasse sich auch „über Def Leppard in seiner Gesamtheit“ sagen.